# Nova Giulianiad
La Nova Giulianiad es una revista trimestral alemana dedicada a temas referentes a la guitarra y el laúd. Sirve de portavoz de la Sociedad Guitarrística Internacional (en alemán: Internationale Gitanistische Vereiningung Freiburg e.V.), fundada en 1983 por Joerg Sommermeyer, el cual es también su editor y jefe de redacción. 
El título le proviene de la antigua "The Giulianiad", la revista editada por Ferdinand Pelzer en Londres entre los años 1833-35. Excelente en contenido y presentación (subtitulada "Saitenblätter für die Gitarre und Laute"), con índice similar a las publicaciones de su especie, se han impreso en ella entrevistas con Hopkinson Smith, Oscar Ghiglia, Hubert Kaeppel, Ruggero Chiesa, Mario Sicca, Wolfgang Lendle, Kazuhito Yamashita y Luise Walker; reportajes sobre eventos guitarrísticos en Quebec, Bangkok, Esztergom, Frankfort, Viña del Mar, Roma, Berlín, París, Toronto, Koscian, Hamburg, Markneukirchen, etc.; estudios y análisis de determinadas obras, autores, técnicas, estéticas; semblanzas de guitarristas, de laudistas, de "luthiers"; críticas de libros, de partituras, de discos; noticias sobre certámenes, seminarios, de giras, etc.; así como gran número de composiciones y fotografías. Entre los colaboradores de "nova giulianiad" se encuentran varios de los nombres más arriba citados, y junto a estos los de Helmut Lachenmann, Diether de la Motte, Klaus Hinrich Stahmer, Erhard Karkoschka, Mario Sicca, Konrad Ragossnig, Ruggero Chiesa, Józef Powrozniak, Alice Artzt, Hucky Eichelmann, Sonja Prunnbauer, Ihsan Turnagoel, Danilo Prefumo, Helmut Rauscher, Bernard Hebb, Klaus Feßmann, Fritz Mühlhölzer, Francesco Gorio, Jürgen Libbert, Claude Bishop, C. Kulke-Vandegen, Georg Metsch, Jürgen Ruck, Robert Wolff, Rainer Luckhardt, José Ramírez, Yuval Shaked, Brian Jeffery, Tadashi Sasaki, Thomas Müller-Pering, Colin Cooper, Joerg Sommermeyer, Paul-André Lavabre, Daniela Rossato, Jan Paterek, Klaus-Michael Krause, Uwe Raschen, Edgar Nünning, Matanya Ophee, Andrzej Majewskij, Luise Walker, Cecilia Czegledi, Zbigniew Dubiella, Anatolij Sevcenko, Jurgis Rimkevicius, Masami Kimura, Astrid Stempnik, Benno K. Streu, Barbara Sieker, Matthias Kläger, Claus Spahn, Anton Stingl, Günther Görtz, Jürgen Schwenkglenks, Jens Kienbaum, Walter Vogt, Roland HB Stearns, Raimund Linden, Jürgen Hübscher, Rainer Fellmeth, Hubert Kaeppel, etc. 
Su formato es el de DIN A 4, mediando entre 60 y 80 el número de sus páginas.